# Francesco I d'Este
Francesco I d'Este (Modena, 6 settembre 1610 – Santhià, 14 ottobre 1658) fu un principe italiano appartenente al Casato degli Este e fu duca di Modena e Reggio dal 1629 alla sua morte.

## Biografia

### Infanzia e ascesa
Nacque il 6 settembre 1610 a Modena da Alfonso III d'Este, duca di Modena e Reggio, e di Isabella di Savoia.
Successe al padre nei diritti sul ducato il 25 luglio 1629 e fu Duca di Modena e Reggio dal 1629 al 1658.

### Duca di Modena e Reggio

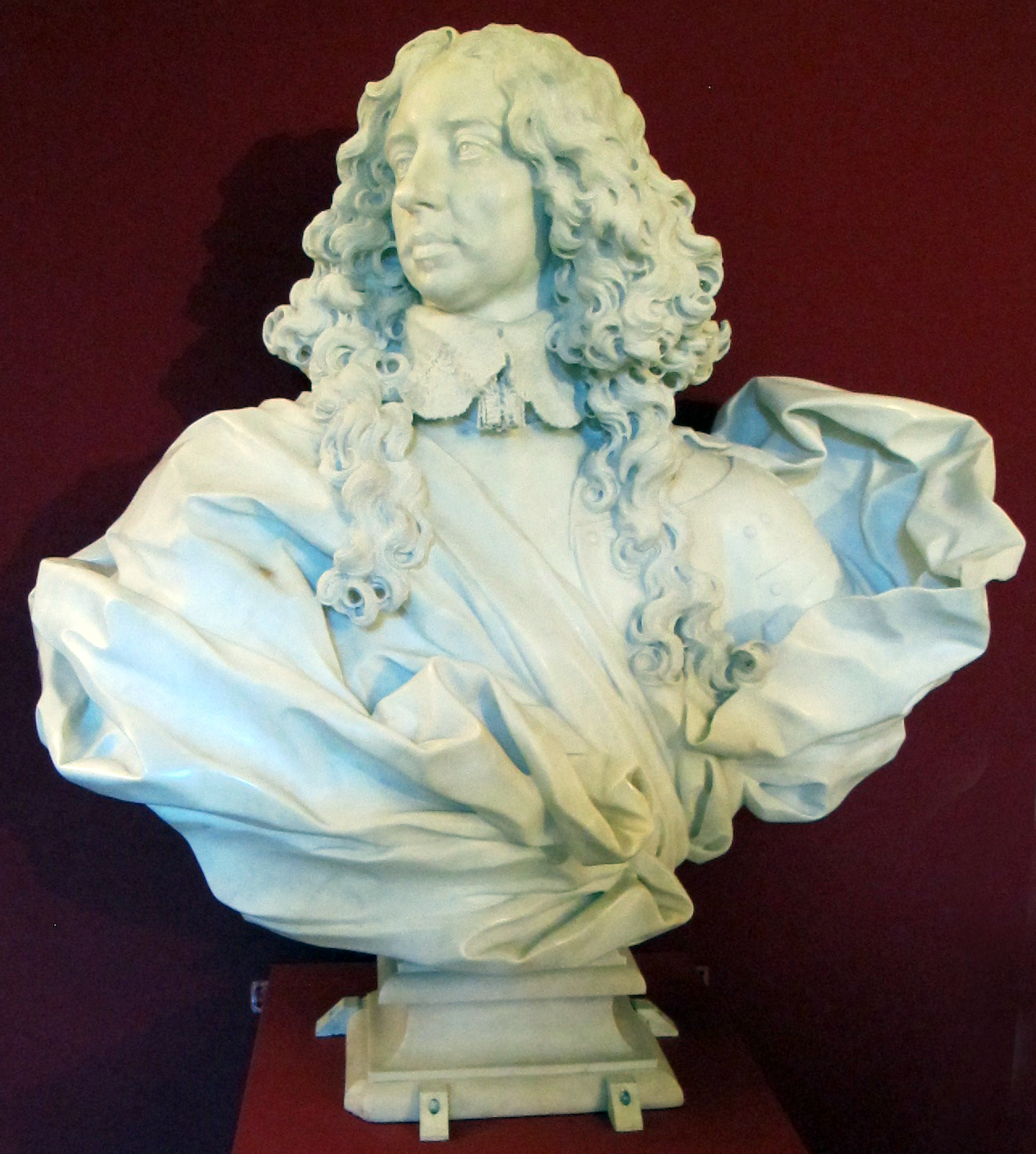
Busto di Francesco I d'Este, duca di Modena e Reggio, di Gian Lorenzo Bernini

Divenuto Duca di Modena e Reggio nel 1629 a seguito dell'abdicazione del padre Alfonso III d'Este e si trovò subito a fronteggiare la tremenda epidemia di peste del 1630-31 (a Modena fu contagiato il 70% della popolazione, e il 40% ne morì) e si rifugiò sulle colline di Reggio Emilia, dove il morbo giunse più tardi e fu meno virulento, e tutta la sua famiglia fu risparmiata. Ne diede merito alla Madonna della Ghiara, e nacque così una devozione che mantennero tutti gli Estensi: la sua effigie fu anche riprodotta su diverse monete.
Nel 1634 fa risistemare il terreno con i ruderi dell'antico castello di Fiorano e con un progetto dell'architetto Bartolomeo Avanzini avvierà la fabbrica per la costruzione del Santuario della Beata Vergine del Castello.

### Guerra dei trent'anni
Cessata l'epidemia, sposò Maria Farnese, figlia del duca Ranuccio I di Parma, mentre in Europa scoppiava la Guerra dei trent'anni. Il Duca parteggiò per la Spagna e invase il ducato di Parma del cognato e ne seguirono scorrerie francesi nel modenese. Recatosi poi a Madrid per ottenere ricompensa dell'alleanza, tornò a mani vuote, senza nemmeno riscuotere i vecchi crediti. Per annettersi Correggio, dopo che l'Impero aveva dichiarato decaduto per indegnità il principe Siro, dovette sborsare 230.000 fiorini e tenersi una guarnigione spagnola.
Venne subito dopo la guerra di Castro che papa Urbano VIII (Maffeo Barberini) voleva annettere come aveva fatto con Urbino: Parma, Modena, Venezia e Firenze si allearono contro il pontefice, ma gli altri Stati, timorosi che prevalesse Francesco I, che mirava alla riconquista di Ferrara, si affrettarono a stipulare a Ferrara una pace, il 31 marzo 1644, che lasciava le cose come erano. Ancora una volta Francesco I sperava in un aiuto dalla Spagna che non venne, e decise di schierarsi dalla parte della Francia, grazie ai maneggi col cardinale Mazzarino.
Francesco I scese sul campo di battaglia per la conquista di Cremona, ma per le avversità atmosferiche e il mancato arrivo di truppa e denaro promessi dal Mazzarino, fu costretto a desistere. Le sorti della guerra dei trent'anni presero poi una piega favorevole alla Spagna e ancora una volta il Duca cercò un abboccamento con essa, salvo poi di nuovo avvicinarsi alla Francia, combinando il matrimonio del figlio Alfonso con Laura Martinozzi, nipote del Mazzarino.
Il governatore della Milano spagnola, il Marchese di Caracena, passò il Po e a Gualtieri entrò nel territorio estense per conquistare Reggio, ma stavolta le condizioni atmosferiche avverse e la difesa della città costrinsero il Caracena a desistere e ritirarsi.

### Ultimi tempi e morte

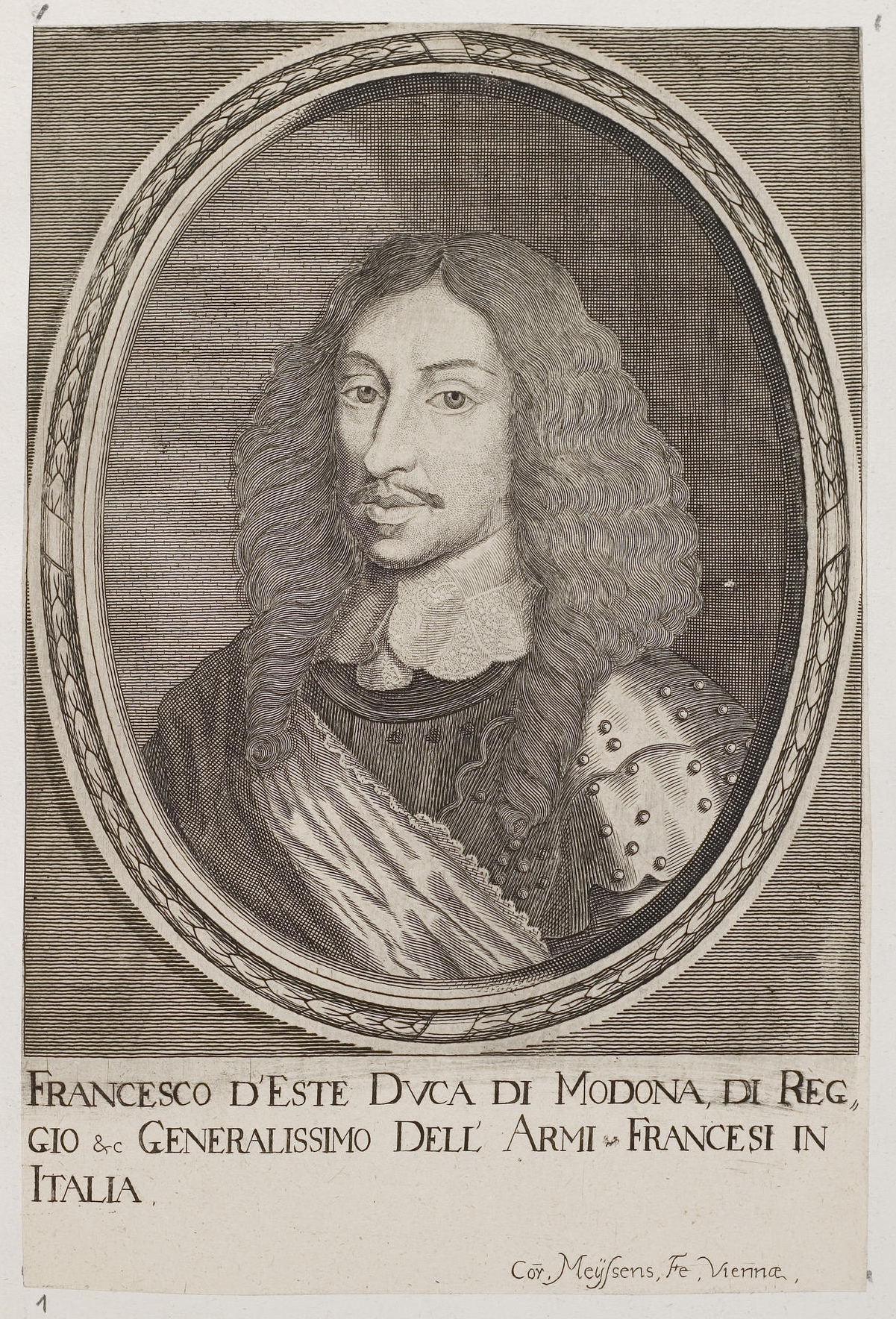
Francesco I di Modena in una stampa d'epoca

Negli anni successivi vediamo ancora Francesco I, alleato di Francia e Piemonte, combattere in Lombardia e Piemonte, come comandante delle truppe francesi oltre che delle proprie, fallito l'assedio di Pavia del 1655, ottenne tuttavia successi nella presa di Valenza e, parzialmente, durante l'assedio di Alessandria nel 1656-57, anche con l'aiuto del figlio Alfonso. Alla fine del 1657 ritornò a Modena, ma nel 1658 passa il Po, risale l'Adda e giunge alle porte di Milano; si dirige poi verso il Piemonte e assedia Mortara, conquistandola. Ma non poté godere il trionfo della vittoria: ammalatosi di malaria muore a Santhià il 14 ottobre 1658 fra le braccia del figlio Almerico.
Grande e audace condottiero, mantenne però una dirittura morale e una religiosità rara fra i prìncipi di quei tempi; amava donare senza farlo pesare o conoscere da coloro che gratificava e nonostante tutto amava più la pace della guerra; Modena divenne una vera capitale grazie alla sua opera: costruì, oltre al Palazzo ducale, il Teatro della Spelta (3000 posti a sedere), allargò il Naviglio fin dentro la città che ebbe il porto, costruì la sontuosa villa delle Pentetorri, andata completamente distrutta da un bombardamento durante la seconda guerra mondiale, oltre al restauro della Cittadella e decise la costruzione della palazzina del Vigarani nei giardini del palazzo oggi Giardini Pubblici. Costruì anche il Palazzo ducale di Sassuolo destinato alla villeggiatura della corte. Fu prestigiosa la sua cappella musicale ducale, che ebbe come direttore, dal 1647 al 1665, il compositore Marco Uccellini, che fu anche maestro di cappella della cattedrale.
Protettore di artisti e letterati, Francesco arricchì la Galleria estense portandola al livello delle più ricche collezioni d'Europa con l'acquisizione di opere dei maggiori artisti del suo tempo, in parte vendute dal suo discendente Francesco III a corto di quattrini al re di Polonia ed elettore di Sassonia Augusto III e che oggi formano il vanto del museo di Dresda.
Alla Galleria Estense di Modena si trovano due opere che lo ritraggono: il celebre busto marmoreo del Bernini e l'altro altrettanto celebre ritratto del Velázquez.

## Discendenza
Francesco I si sposò tre volte:

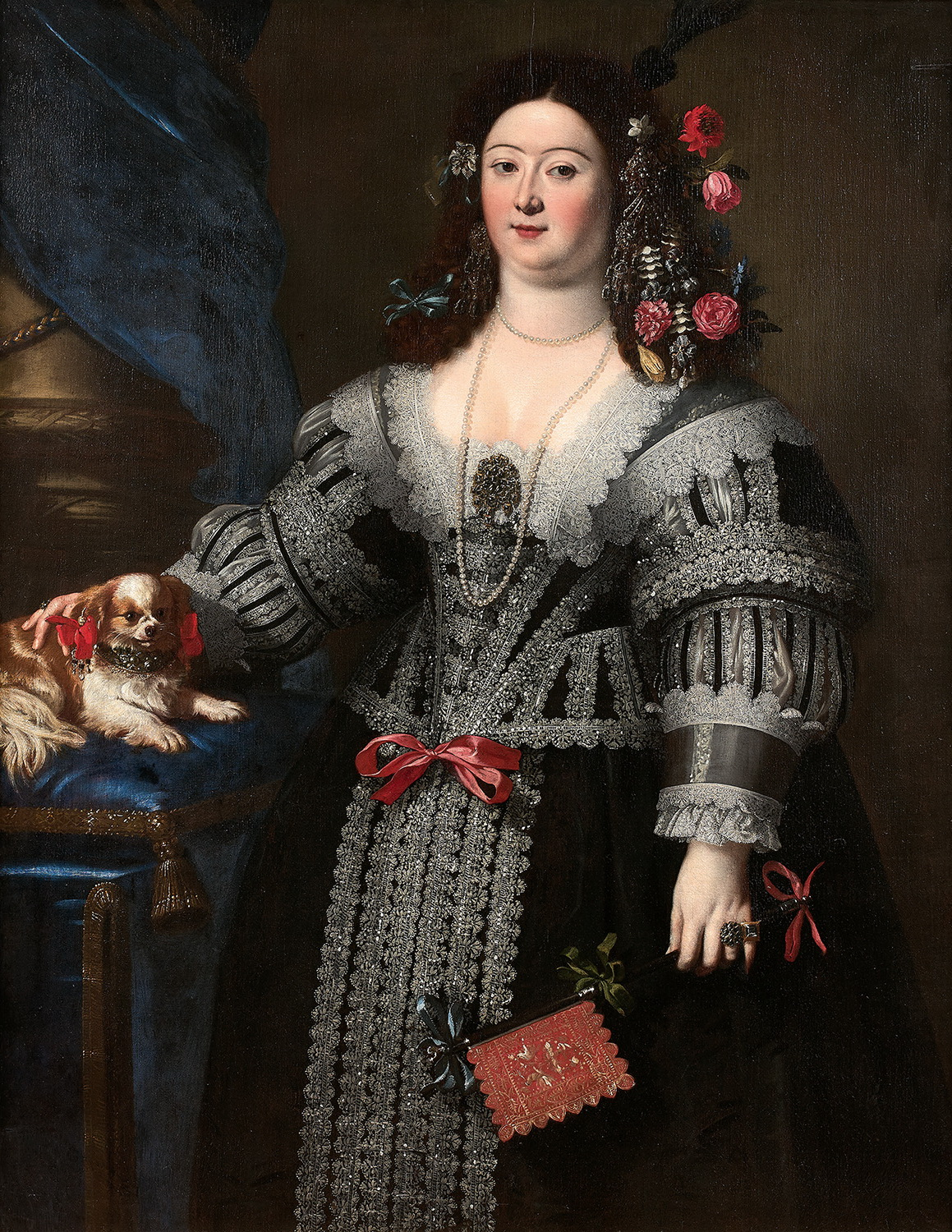
La prima consorte Maria Farnese

- nel 1631 con Maria Farnese (18 febbraio 1615 - 25 giugno 1646), figlia di Ranuccio I Farnese duca di Parma;

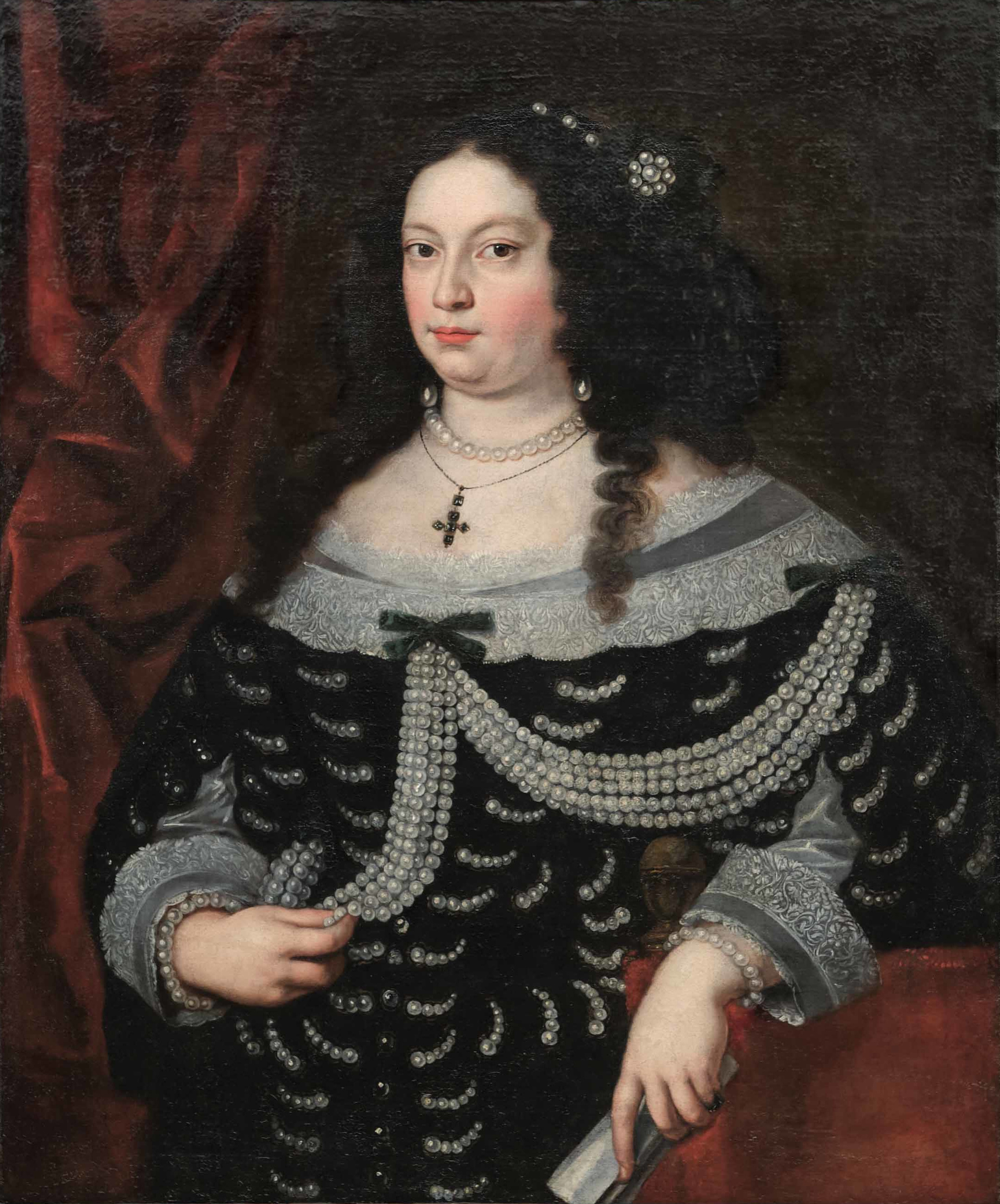
Vittoria Farnese, la seconda moglie

- il 12 febbraio 1648 con la sorella della prima moglie, Vittoria Farnese (29 aprile 1618 - 10 agosto 1649);

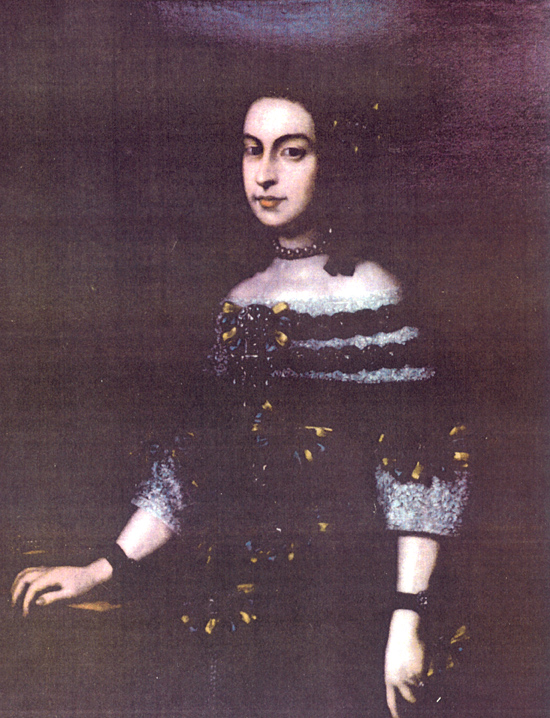
Lucrezia Barberini

- il 14 ottobre 1654 con Lucrezia Barberini (8 settembre 1632 - 24 agosto 1699), figlia di Taddeo Barberini.

Da primo matrimonio ebbe nove figli:
1. Alfonso Giovanni Maria Rocco (3 marzo 1632-20 marzo 1632[3]);
2. Alfonso IV d'Este (1634 - 1662) duca dal 1658, nel 1655 sposa Laura Martinozzi († 1687) figlia di Geronimo e nipote del cardinale Mazarino;
3. Isabella d'Este (1635 - 21 agosto 1666), che il 18 febbraio 1664 sposò Ranuccio II Farnese (1630-1694), Duca di Parma;
4. Leonora d'Este (1639 - 1640);
5. Tedaldo d'Este (1640 - 1643);
6. Almerico d'Este (8 maggio 1641 - 14 novembre 1660);
7. Eleonora d'Este (1643 - 24 febbraio 1722), che fu suora;
8. Maria d'Este (8 dicembre 1644 - 20 agosto 1684), che sposò nell'ottobre 1668 Ranuccio II Farnese (1630 - 1694) Duca di Parma, vedovo della sorella Isabella;
9. Tedaldo d'Este (25 luglio 1646-settembre 1646[4]).

Dal secondo matrimonio ebbe una figlia:
- Vittoria d'Este (8 agosto 1649 - 26 luglio[5] 1656).

Dal terzo matrimonio ebbe un figlio:
- Rinaldo d'Este (1655 - 1737) cardinale 1686-1695, duca dal 1694 che nel 1696 sposa Carlotta Felicita di Brunswick e Lüneburg (1671-1710) figlia del Principe Giovanni Federico di Brunswick-Lüneburg.

## Ascendenza
|                            |                                |                      | Genitori                        |  |  | Nonni |  |  | Bisnonni       |  |  | Trisnonni        |  |
|                            |                                |                      |                                 |  |  |       |  |  | Alfonso d'Este |  |  | Alfonso I d'Este |  |
|                            |                                |                      |                                 |  |  |       |  |  | Alfonso d'Este |  |  | Alfonso I d'Este |  |
|                            |                                | Laura Dianti         |                                 |  |  |       |  |  | Alfonso d'Este |  |  |                  |  |
| Cesare d'Este              |                                |                      |                                 |  |  |       |  |  | Alfonso d'Este |  |  |                  |  |
|                            |                                | Giulia Della Rovere  | Francesco Maria I Della Rovere  |  |  |       |  |  |                |  |  |                  |  |
|                            |                                | Giulia Della Rovere  | Francesco Maria I Della Rovere  |  |  |       |  |  |                |  |  |                  |  |
|                            |                                | Giulia Della Rovere  | Eleonora Gonzaga Della Rovere   |  |  |       |  |  |                |  |  |                  |  |
| Alfonso III d'Este         |                                | Giulia Della Rovere  |                                 |  |  |       |  |  |                |  |  |                  |  |
|                            |                                | Cosimo I de' Medici  | Giovanni dalle Bande Nere       |  |  |       |  |  |                |  |  |                  |  |
|                            |                                | Cosimo I de' Medici  | Giovanni dalle Bande Nere       |  |  |       |  |  |                |  |  |                  |  |
|                            |                                | Cosimo I de' Medici  | Maria Salviati                  |  |  |       |  |  |                |  |  |                  |  |
| Virginia de' Medici        |                                | Cosimo I de' Medici  |                                 |  |  |       |  |  |                |  |  |                  |  |
|                            |                                | Camilla Martelli     | Antonio Martelli                |  |  |       |  |  |                |  |  |                  |  |
|                            |                                | Camilla Martelli     | Antonio Martelli                |  |  |       |  |  |                |  |  |                  |  |
|                            |                                | Camilla Martelli     | Fiammetta Soderini              |  |  |       |  |  |                |  |  |                  |  |
| Francesco I d'Este         |                                | Camilla Martelli     |                                 |  |  |       |  |  |                |  |  |                  |  |
|                            | Emanuele Filiberto I di Savoia | Carlo II di Savoia   |                                 |  |  |       |  |  |                |  |  |                  |  |
|                            | Emanuele Filiberto I di Savoia | Carlo II di Savoia   |                                 |  |  |       |  |  |                |  |  |                  |  |
|                            | Emanuele Filiberto I di Savoia | Beatrice d'Aviz      |                                 |  |  |       |  |  |                |  |  |                  |  |
| Carlo Emanuele I di Savoia | Emanuele Filiberto I di Savoia |                      |                                 |  |  |       |  |  |                |  |  |                  |  |
|                            |                                | Margherita di Valois | Enrico II di Francia            |  |  |       |  |  |                |  |  |                  |  |
|                            |                                | Margherita di Valois | Enrico II di Francia            |  |  |       |  |  |                |  |  |                  |  |
|                            |                                | Margherita di Valois | Caterina de' Medici             |  |  |       |  |  |                |  |  |                  |  |
| Isabella di Savoia         |                                | Margherita di Valois |                                 |  |  |       |  |  |                |  |  |                  |  |
|                            |                                | Filippo II di Spagna | Carlo V del Sacro Romano Impero |  |  |       |  |  |                |  |  |                  |  |
|                            |                                | Filippo II di Spagna | Carlo V del Sacro Romano Impero |  |  |       |  |  |                |  |  |                  |  |
|                            |                                | Filippo II di Spagna | Isabella d'Aviz                 |  |  |       |  |  |                |  |  |                  |  |
| Caterina Michela d'Asburgo |                                | Filippo II di Spagna |                                 |  |  |       |  |  |                |  |  |                  |  |
|                            |                                | Elisabetta di Valois | Enrico II di Francia            |  |  |       |  |  |                |  |  |                  |  |
|                            |                                | Elisabetta di Valois | Enrico II di Francia            |  |  |       |  |  |                |  |  |                  |  |
|                            |                                | Elisabetta di Valois | Caterina de' Medici             |  |  |       |  |  |                |  |  |                  |  |
|                            |                                | Elisabetta di Valois |                                 |  |  |       |  |  |                |  |  |                  |  |